# Scotiabank

Logo di Banque Scotia, usato per i clienti francofoni in Canada

Bank of Nova Scotia (in francese Banque de Nouvelle-Écosse), operante come Scotiabank (in francese Banque Scotia), è una multinazionale canadese di servizi bancari e finanziari con sede a Toronto, in Ontario. Una delle cinque grandi banche canadesi, offre una gamma di prodotti e servizi tra cui servizi bancari personali e commerciali, gestione patrimoniale, servizi bancari aziendali e di investimento, Scotiabank opera sulla Borsa di Toronto (TSX: BNS) e sulla Borsa di New York (NYSE:BNS).
Fondata nel 1832 ad Halifax, in Nuova Scozia, dove ha avuto sede fino al trasferimento a Toronto nel 1900,  Scotiabank si è autodefinita "la banca più internazionale del Canada" grazie alle sue acquisizioni principalmente in America Latina e nei Caraibi, anche in Europa e in alcune parti dell’Asia. Scotiabank è membro della London Bullion Market Association e una delle quindici istituzioni accreditate che partecipano al fissaggio dell'oro a Londra. Dal 1997 al 2019 ciò è stato svolto attraverso la sua divisione metalli preziosi ScotiaMocatta.

## Storia

### Inizi
La banca fu costituita dall'Assemblea legislativa della Nuova Scozia il 30 marzo 1832, ad Halifax, con il nome di Bank of Nova Scotia e con William Lawson come primo presidente. È la seconda banca più antica del Canada. Ha aperto la sua prima filiale nella zona orientale del paese, quindi a Winnipeg, Manitoba, poi nel Minnesota e in altre zone del Midwest degli Stati Uniti al momento della costruzione della Canadian Pacific Railway. Tra il 1883 e il 1919 si è fusa con banche più piccole, la prima fu la Union Bank dell'Isola del Principe Edoardo. È stata anche la prima banca canadese a stabilirsi nei Caraibi, aprendo un'agenzia in Giamaica nel 1889. Entro la fine del 19º secolo la banca aveva 38 filiali in Canada, Stati Uniti e Giamaica. Nel 1900 ha trasferito la sua sede a Toronto, Ontario, e nel 1920 ha aperto la filiale di Londra.

### XX secolo

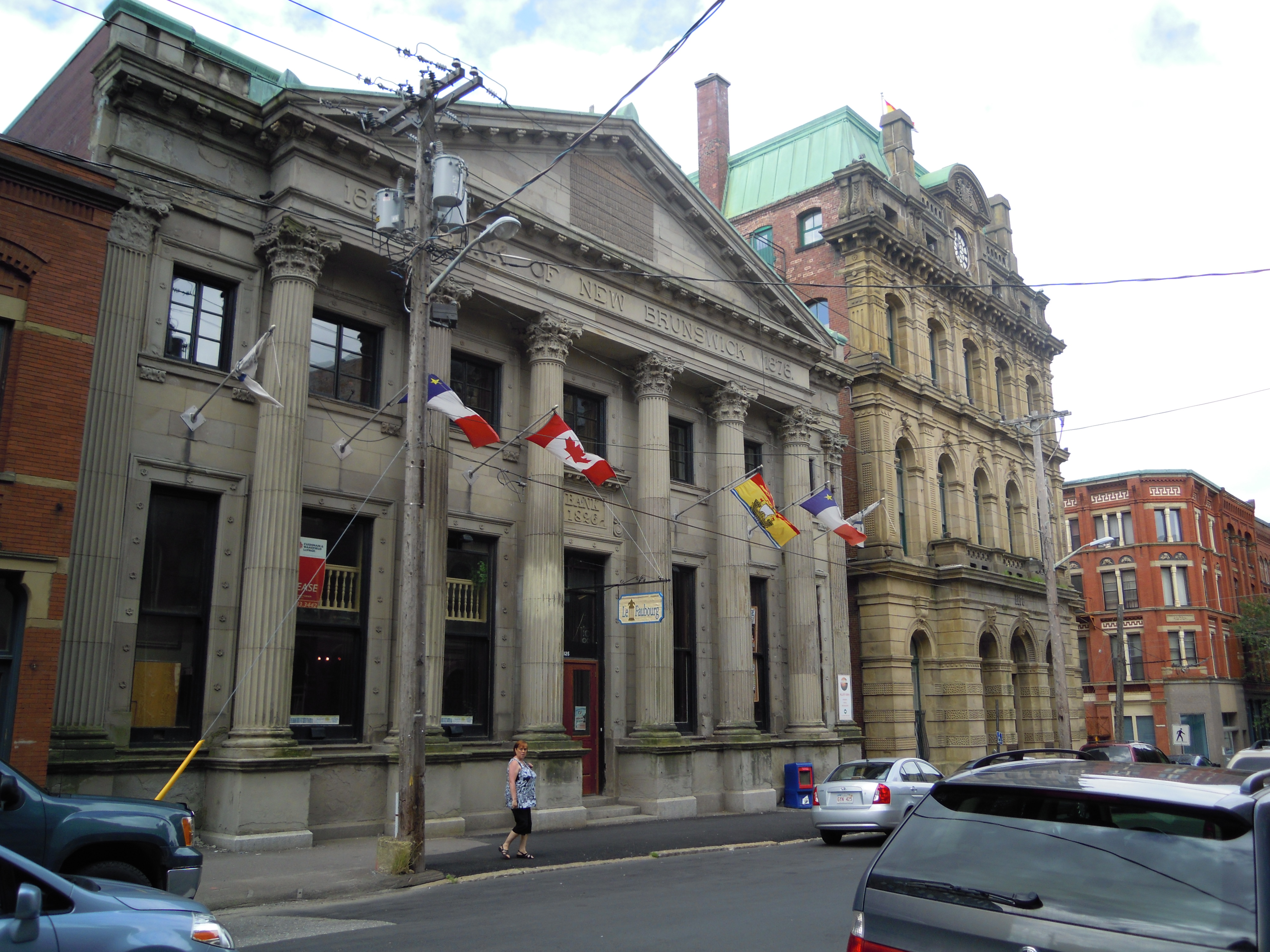
L'edificio della Bank of New Brunswick a Saint John. La Bank of New Brunswick fu acquisita dalla Bank of Nova Scotia nel 1913

La banca ha continuato a crescere con l'apertura di nuove filiali all'inizio del XX secolo. Nel 1906, aprì una filiale a L'Avana, a Cuba, seguita l'anno successivo da una filiale a New York e nel 1910 da una a San Juan, a Porto Rico. Nel 1913 ha acquisito la Bank of New Brunswick e nel 1914 la Metropolitan Bank con sede a Toronto.  Nel 1919 si è fusa con la Banca di Ottawa. E ha continuato ad aprire filiali all'estero: quelle a Cuba continuarono ad operare fino al 1960, quando il governo cubano nazionalizzò tutte le banche cubane e la Banca di Nova Scozia ritirò i suoi servizi da tutte e otto le filiali. Durante gli anni '60, la Bank of Nova Scotia divenne la prima banca canadese a nominare donne come direttori di banca. L'anno successivo si espanse in Asia con l'apertura di una sede di rappresentanza in Giappone.

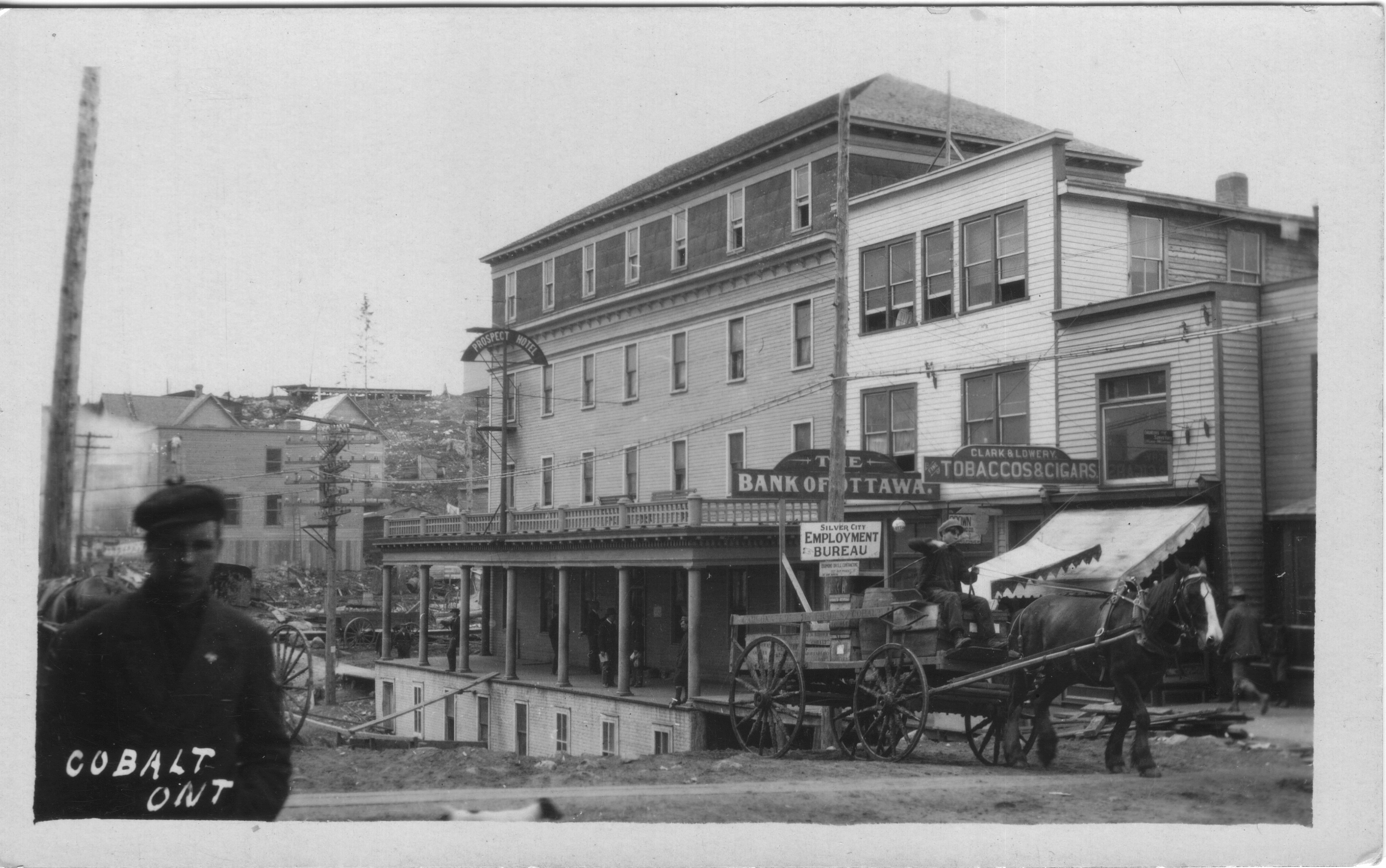
Una filiale della Bank of Ottawa a Cobalt, nell'Ontario. La banca fu acquisita da The Bank of Nova Scotia nel 1919

Nel 1975, Bank of Nova Scotia ha adottato Scotiabank come marchio mondiale. Nel 1986, Scotiabank creò Scotia Securities per fornire servizi di intermediazione di sconti e di sottoscrizione di titoli. La fine degli anni '80 e '90 videro la banca acquisire diverse aziende, tra cui nel 1988 la società di intermediazione McLeod Young Weir Ltd (co-fondata da Donald Ivan McLeod, William Ewart Young, James Gordon Weir e John Henry (Harry) Ratcliffe nel 1921), nel 1994 Montreal Trustco Inc, nel 1997 la National Trust Company per 1,25 miliardi di dollari canadesi, nello stesso anno il Banco Quilmes in Argentina. Ha anche acquisito il Gruppo Mocatta, da sempre leader nell'intermediazione di metalli preziosi, chiamandolo ScotiaMocatta.

### XXI secolo
Nel 2000, Scotiabank ha aumentato la sua partecipazione nella banca messicana Grupo Financiero Inverlat al 55%, ribattezzandola Grupo Financiero Scotiabank Inverlat. In seguito, nel 2003, ha acquisito anche l'intera Inverlat con tutte le sue filiali, stabilendo una forte presenza nel paese.
Nel 2002, Scotiabank ha chiuso le sue filiali (ex Banco Quilmes) in Argentina durante la crisi valutaria e il massiccio default sovrano. L'anno successivo, la filiale di Guangzhou della Scotiabank ottenne la prima licenza a una banca canadese dal governo cinese per operare in valuta cinese. Nel 2007, ha acquisito una partecipazione del 24,98% nella Thanachart Bank, quota poi aumentata al 48,99% prima del dicembre del 2014. Con l'acquisizione della Siam City Bank la Thanachart Bank è diventata la sesta banca più grande (per asset) in Thailandia con oltre 16.000 dipendenti, 680 filiali e più di quattro milioni di clienti.
Nel 2010, la banca ha aperto i suoi primi uffici a Bogotà, in Colombia. Un anno più tardi Scotiabank ha acquisito una partecipazione del 51% in Colpatria, la quinta banca più grande della Colombia e il secondo emittente di carte di credito, per 1 miliardo di dollari canadesi in contanti e azioni (10 milioni di azioni). Si tratta della seconda più grande transazione estera mai effettuata da una società finanziaria canadese all'estero.
Nel 2012, Scotiabank ha stipulato un accordo per acquisire ING Direct Bank of Canada da ING Groep NV. Due anni dopo, Scotiabank ha acquisito ING Direct Bank of Canada per 3,13 miliardi di dollari canadesi in contanti. La vendita è stata completata il 15 novembre 2012, e ING Bank of Canada è stata successivamente ribattezzata Tangerine nell'aprile 2014.
A seguito dell'accordo FATCA tra Canada e Stati Uniti, firmato tra i due paesi nel 2014, Scotiabank ha anche speso quasi 100 milioni di dollari per implementare un controverso sistema per segnalare agli Stati Uniti i depositi sui conti di quasi un milione di canadesi di origine statunitense e dei loro coniugi nati in Canada. Scotiabank è stata costretta ad implementare questo sistema per conformarsi al FATCA. Secondo il Financial Post, la FATCA richiede alle banche canadesi di fornire informazioni agli Stati Uniti, tra cui il totale attivo, i saldi dei conti, i numeri di conto, le transazioni e altre informazioni di identificazione personale.
Il 14 luglio 2015, Scotiabank ha annunciato l'acquisizione delle operazioni bancarie commerciali e al dettaglio di Citigroup a Panama e Costa Rica. L'operazione ha aggiunto 27 filiali alle 51 esistenti in entrambe le nazioni centroamericane.
L'ex presidente e amministratore delegato di Scotiabank, Cedric Ritchie, scomparve il 20 marzo 2016. È stato presidente di Scotiabank dal 1972 e amministratore delegato e presidente dal 1974 al 1995. Sotto la sua guida, Scotiabank si è espansa in più di 40 paesi ed è cresciuta fino a raggiungere 33.000 dipendenti.

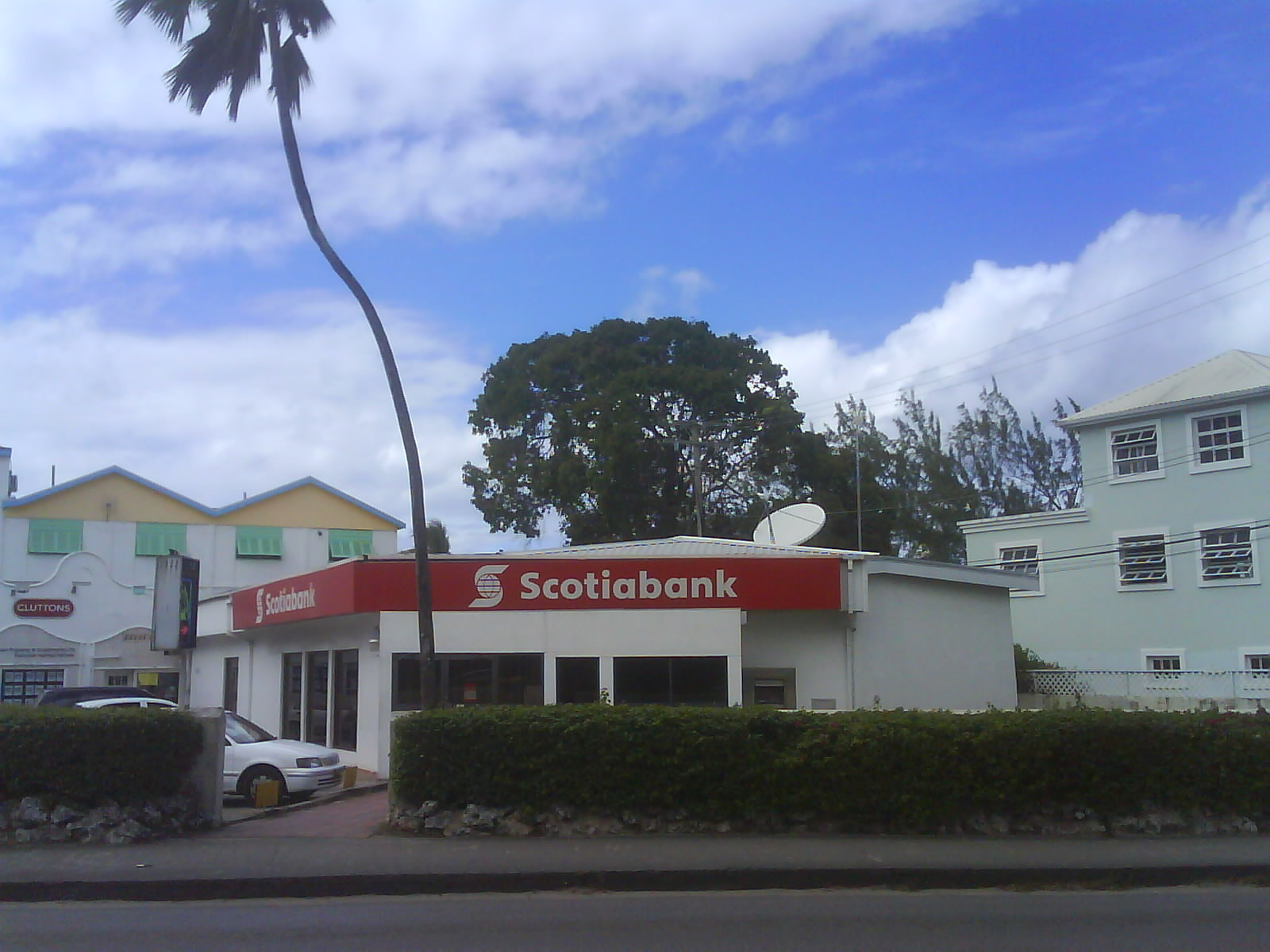
Filiale Scotiabank a Holetown, Barbados

Nel 2017, Scotiabank si è unitaall'Enterprise Ethereum Alliance.
Nel 2018, Scotiabank ha rilevato la società di investimento di Montreal Jarislowsky Fraser; inoltre ha completato nello stesso anno l'acquisizione di una partecipazione del 68,19% in BBVA Chile (Banco Bilbao Vizcaya Argentaria) per 2,9 miliardi di dollari canadesi, di conseguenza BBVA Chile è stata fusa in Scotiabank Chile. Il 21 febbraio 2019, il pubblico ministero del paese centroamericano della Costa Rica ha fatto irruzione negli uffici di Scotiabank a San José, in Costa Rica, sostenendo che la banca non aveva fornito al governo informazioni su conti e depositi che avrebbero potuto implicare Alejandro Toledo, l'ex presidente del Perù, per riciclaggio di denaro.  Nello stesso anno, nel giugno 2019, è stato annunciato che OFG Bancorp avrebbe acquisito tutte le filiali di Scotiabank a Porto Rico e nei territori delle Isole Vergini americane come parte di un accordo in contanti da 550 milioni di dollari.
Nel 2019, Scotiabank ha subito un rebranding, modificando il logo del marchio e introducendo un nuovo carattere aziendale basato sul suo design, minimizzando il monogramma S e il globo della società e aumentando l'uso del nome abbreviato "Scotia".

## Sponsorizzazioni

### Sport

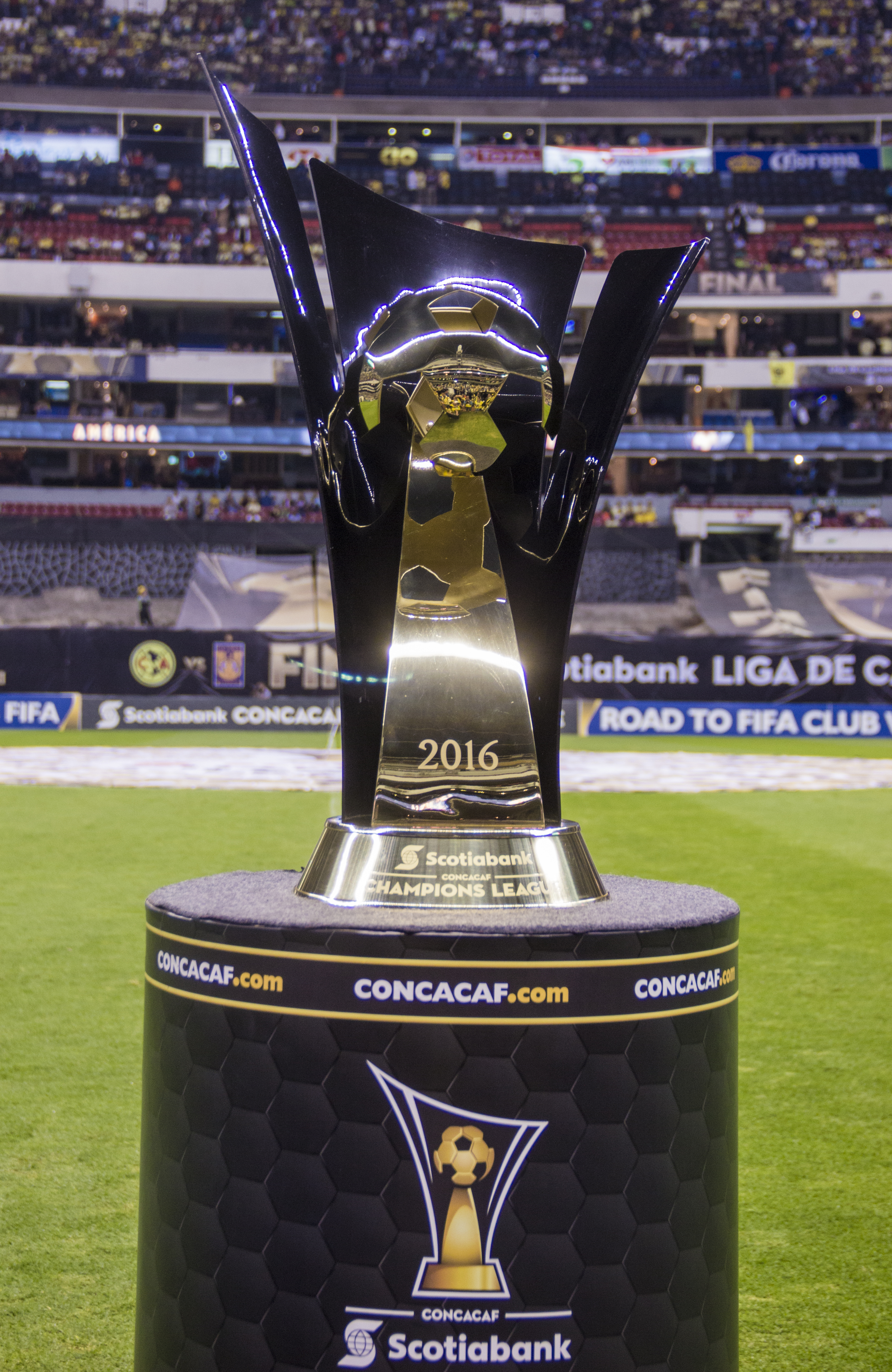
Il trofeo della CONCACAF Champions League. Scotiabank è lo sponsor principale dell'evento

Scotiabank è lo sponsor principale di numerosi eventi sportivi, tra cui la Maratona di Calgary, il torneo CONCACAF Champions League (dal 2015) e l'evento "Pitch for Israel" del Jewish National Fund. Scotiabank è anche lo sponsor principale degli eventi di corsa che fanno parte della "Canada Running Series".  Scotiabank è stato lo sponsor principale del pugile Miguel Cotto durante il suo incontro del 2009 con Manny Pacquiao, del Club Deportivo Guadalajara nel 2013, della Primera División cilena, della National Hockey League, della squadra canadese di cricket e della squadra di cricket delle Indie Occidentali.
Scotiabank è anche lo sponsor principale di numerose strutture sportive. Includono il Centro Acquatico Scotiabank a Guadalajara; Scotiabank Saddledome a Calgary (dall'8 ottobre 2010); lo Scotiabank Center di Halifax (dal 25 giugno 2014).

### Cultura
Scotiabank è stata sponsor principale di numerosi eventi e istituzioni culturali in Canada. Nel 2005, è diventata sponsor principale del Giller Prize.  Dal 2006 al 2015 è stata lo sponsor principale dell'evento "Nuit Blanche" a Toronto..
Scotiabank e l'operatore teatrale canadese Cineplex Entertainment hanno collaborato nel 2007 per creare un programma di premi fedeltà chiamato Scene+. Il programma consente agli utenti di sottoscrivere una carta speciale che garantisce punti che possono essere riscattati per film gratuiti o sconti agevolati. I clienti di Scotiabank possono anche richiedere una carta di debito che attribuisce punti quando utilizzata, e all'inizio di maggio è stata lanciata una carta di credito Visa. Anche cinque sedi del Cineplex Entertainment sono state rinominate "Scotiabank Theatres". Nel 2015, le due società hanno annunciato che avrebbero esteso la partnership fino al 31 ottobre 2025 e che avrebbero ampliato il nome di altri cinque teatri come Scotiabank Theatres. Il 14 dicembre 2021 è stato lanciato il nuovo programma Scene+.
Scotiabank è anche lo sponsor principale di due strutture post-secondarie in Canada, tra cui Scotiabank Hall presso la Brock University di St. Catharines  e la Scotiabank Hall nel Marion McCain Arts and Social Sciences Building presso la Dalhousie University di Halifax. Scotiabank ha inoltre stabilito una partnership industriale con l'Università di Waterloo Stratford Campus.